# گولدن (آیداهو)
گولدن (به انگلیسی: Golden) یک منطقهٔ مسکونی در ایالات متحده آمریکا است که در شهرستان آیداهو، آیداهو واقع شده‌است. گولدن ۱٬۰۷۱٫۰۸ متر بالاتر از سطح دریا واقع شده‌است.